# 桂木希
桂木 希（かつらぎ のぞむ、男性、1961年 - ）は、日本の小説家。高知県出身、大阪工業大学経営工学科卒業。兵庫県神戸市在住。
2006年、「ユグドラジルの覇者」で第26回横溝正史ミステリ大賞を受賞し作家デビュー。コンピュータプログラマとしても活躍する兼業作家である。

## 作品リスト
- ユグドラジルの覇者（受賞時「世界樹の枝で」）
  - 2006年5月30日発売、角川書店、ISBN 4-04-873698-1
  - 2009年9月25日発売、角川文庫、ISBN 978-4-04-394313-5、「支配せよ、と世界樹は言った」に改題
- 終末のパラドックス
  - 2008年9月25日発売、角川書店、ISBN  978-4-04-873883-5